# Poecilium mizunumai
Poecilium mizunumai là một loài bọ cánh cứng trong họ Cerambycidae.